# Новинка (Ганьковское сельское поселение, на реке Паша)
Новинка — деревня в Ганьковском сельском поселении Тихвинского района Ленинградской области.

## История
НОВИНКА (СРЕДНЕ-КАПЕЦКОЕ) — деревня Новинского общества, прихода Капецкого погоста. Река Явосьма.

Крестьянских дворов — 14. Строений — 26, в том числе жилых — 19.

Число жителей по семейным спискам 1879 г.: 27 м. п., 33 ж. п.; по приходским сведениям 1879 г.: 26 м. п., 34 ж. п.

В конце XIX — начале XX века деревня административно относилась к Кузьминской волости 2-го земского участка 2-го стана Тихвинского уезда Новгородской губернии.

Деревня Новинка на карте 1932 года

Согласно карте Ленинградской области Северо-западного аэрогеодезического треста ГГУ издания 1932 года деревня насчитывала 12 крестьянских дворов.
По данным 1933 года деревня Новинка входила в состав Заборовского сельсовета Капшинского района Ленинградской области.
По данным 1966 и 1973 годов деревня Новинка входила в состав Михалёвского сельсовета.
По данным 1990 года деревня Новинка входила в состав Ганьковского сельсовета.
В 1997 году в деревне Новинка Ганьковской волости проживали 12 человек, в 2002 году — 9 человек (все русские).
В 2007 году в деревне Новинка Ганьковского СП проживали 5 человек, в 2010 году — 7.

## География
Деревня расположена в центральной части района к югу от автодороги 41К-946 (Озровичи — Пашозеро — Шугозеро — Ганьково).
Расстояние до административного центра поселения — 13 км.
Расстояние до ближайшей железнодорожной станции Тихвин — 57 км.
Деревня находится на правом берегу реки Явосьма близ места впадения её в реку Паша.

## Демография
| 2007 | 2010 | 2017 |
| ---- | ---- | ---- |
| 5    | ↗7   | ↘5   |

### Национальный состав
Согласно данным Всероссийской переписи населения 2021 года в деревне проживали 5 человек, все русские.